# 益生菌
益生菌（英語：probiotic）是指一般認為食入後對宿主（如動物或人類）有正面效益的食入性微生物；製成活微生物制剂後，又称益生素。
在醫學上，部分研究顯示特定益生菌的使用有助於改善免疫系統、改善腸道健康、緩解便秘等健康支持作用，但這些宣稱具有菌株特異性，並不代表同菌種或其他類型益生菌能起到相同的作用。
益生菌療法並非傳統醫學的一部分，其發展時間甚至晚於現代醫學，因此被視為非正式的治療方式。其原因在於人體攝入益生菌後腸道內會發生複雜變化，而這些變化對於當前的醫學來說難以進行準確的測量與標準化。因此，各國的食品安全和衛生機關看待益生菌對於人體健康的療效與功效持有非常保守的態度。美國食品藥物管理局（FDA）將益生菌分割於多個監管類別，其中包含食品、醫療食品、膳食補充劑與藥物，產品類別主要取決於其預期用途。若歸類於食品、膳食補充劑，則不能聲稱可以治療、治癒或預防疾病，但可以聲稱「影響人類或其他動物身體的結構或任何功能」。
益生菌一般來說是安全的，但在極少數個案中可能造成細菌-宿主交互作用及不良反應。有證據顯示益生菌對某些病症有益，例如有助於緩解腸燥症，然而，許多聲稱對健康有益的說法（例如：治療濕疹），則缺乏實質的科學證實。
2018年，美國喬治亞州奥古斯塔大学醫學院的一份研究指出長時間攝取益生菌會導致細菌在小腸中大量分泌D-乳酸，從而導致嚴重腹脹、腦霧。使用益生菌時須注意每天是否太多的問題。
有研究人员认为若在抗生素治疗后服用益生菌会阻碍肠道微生物组的恢复。

## 定義
益生菌（Probiotics），源於希臘語「for life」（對生命有益），中文譯為「益生菌」或「原生保健性菌種」，Parker於1974年首次提出 「益生菌」一詞，並將其定義為有助於維持腸道內微生物相平衡的生物或物質。；而益生菌主要是指乳酸菌和部分酵母菌。

### 规范和认证
世界上各个國家、地區對益生菌產品設有不同的規範制度，其中大部分以食品安全來規範這類產品，對包裝或文宣含有健康相關的則需通過向當地衛生機關申請許可或認證，以規範其成分安全和功效完整。
- 美國：向美國食品藥品監督管理局提交申報許可(Federal Food, Drug, and Cosmetic Act, FD&C Act)
- 歐盟：歐洲食品安全局審核可用之新型食品和成分(Food Supplements Directive 2002/46/EC)
- 加拿大：Natural and Nonprescription Health Products Directorate (NNHPD)認證編號 (Natural Health Product Number, NPN)
- 日本：厚生勞動省許可特定保健用食品標章 (Foods for Specified Health Use, FOSHU)
- 韓國：健康機能性食品認證標章(Health Functional Food, HFF)
- 台灣：衛生福利部健康食品標章與字號，簡稱健字號(Ministry of Health and Welfare, MOHW)
- 中國大陆：向國家食品藥品監督管理局申請中國保健食品標章。

## 歷史
根據歷史記載，人類最早食用的益生菌來自於優酪乳。早在西元前3000多年前，居住在土耳其高原的古代遊牧民族就已經製作和飲用優酪乳。最初的優酪乳可能起源於偶然。那時的存放方法落後，羊奶時常會變質，這是由於不良細菌污染羊奶，但是有一次空氣中優酪乳的乳酸菌偶然進入羊奶，這些益菌使羊奶發生類似於腸胃道內的變化，變得更為酸甜適口，這就是最早的酸奶。
西元前2000多年前，在希臘東北部和保加利亞地區生息的古代色雷斯人也掌握製作優酪乳的技術。他們最初使用的也是羊奶。後來，優酪乳技術被古希臘人傳到歐洲的其他地方。
20世紀初，俄國科學家伊利亞·梅契尼可夫（Élie Metchnikoff）在研究保加利亞人為何長壽者較多時，發現這些長壽者都愛喝優酪乳，而提出發酵後的乳類中所含的乳酸菌對人體健康有益的理論。
梅契尼可夫的研究成果使一位西班牙商人艾薩克·卡拉索受到啟發，於1919年建立優酪乳製造廠（現今的達能集團），把優酪乳當作一種具有藥物作用的「長壽飲料」放在藥房銷售。

## 益生菌的食物
益生元 (Prebiotic)，又稱益生質、益菌生，就是益生菌的食物，通常是人類所不能消化，但是細菌卻可以從中提取養分（或者是促進生長的環境也算），益生質能夠促進腸胃道益生菌的繁衍。

## 常見菌種
一般所稱「乳酸菌」是指能利用碳水化合物進行發酵生產多量乳酸之細菌總稱，為一相當龐雜的菌群，近年來經由科技及分子生物學的不斷發展，目前普遍認為的乳酸菌已由早期的4個屬再細分及擴充為17個屬，273個種：
1. 腸球菌屬（Enterococcus）
2. 乳桿菌屬（Lactobacillus）
3. 芽孢桿菌屬（Bacillus）
4. 梭菌屬（Clostridium）
5. 乳酸球菌屬（Lactococcus lactis）
6. 明串球菌屬（Leuconostoc）
7. 足球菌屬（Pediococcus）
8. 肉品桿菌屬（Carnobacterium）
9. 徘徊球菌屬（Vagococcus）
10. 四體球菌屬（Tetragenococcus）
11. 雙歧桿菌屬（Bifidobacterium）
12. 阿托波菌屬（Atopobium）
13. 魏斯氏菌屬（Weissella）
14. 貧養菌屬（Abiotrophia）
15. 顆粒鏈菌屬（Granulicatella）
16. 酒球菌屬（Oenococcus）
17. 副乳桿菌屬（Paralactobacillus）

此外，益生菌还包括酵母属（Saccharomyces）的布拉酵母菌种（Saccharomyces boulardii）。
腸球菌屬
- Enterococcus faecalis －糞腸球菌。
- Enterococcus faecium －屎腸球菌。
- 由於腸球菌被發現許多的抗藥性風險，因此不被認為是公认安全（GRAS）的菌種[18][19]，世界衛生組織不建議作為益生菌使用[20]，欧洲食品安全局（EFSA）也認為腸球菌並非屬於合格認定安全（QPS）的菌種[21][22]，目前歐盟已禁止將腸球菌添加於食品，僅限用於禽畜之飼料使用[23]。美國食品藥品監督管理局的乳製品指導方針草案也不建議將腸球菌作為益生菌使用[24]。

乳酸桿菌屬
- Lactobacillus acidophilus －嗜酸乳桿菌，簡稱A菌。主要定居在小腸，是小腸內數量最多的細菌，在陰道壁、子宮頸和尿道都有它的蹤跡。能稍微降低膽固醇（4%）、疑似免疫調節及降低念珠菌屬陰道炎的感染等。
- Lactobacillus brevis（英语：Lactobacillus brevis） －短乳桿菌，人嘴、老鼠尾巴及腸道可發現其存在，亦存在牛奶與起司中。能抑制腸道致病菌、維持消化道機能、促進食慾及免疫調節。
- Lactobacillus casei －乾酪乳桿菌，簡稱C菌。相當耐酸，能有效地通過胃酸膽鹼的考驗，而有規模地進入腸道定殖。
- L. delbrueckii subsp. bulgaricus（英语：Lactobacillus delbrueckii subsp. bulgaricus） －保加利亞乳桿菌，是德式乳酸桿菌的一個亞種，被廣泛應用在酸奶製作的過程中。疑似具有調節胃腸道健康、促進消化吸收、增加免疫功能等功效。
- Lactobacillus johnsonii －約氏乳桿菌，簡稱LJ菌。
- Lactobacillus paracasei －副乾酪乳桿菌，簡稱LP菌。耐胃酸及膽鹽，在腸道中定殖效果良好。能促進體內Th1細胞激素分泌，抑制Th2細胞所造成的敏感免疫反應，達到免疫系統平衡。對於異位性皮膚炎等過敏症狀可能有療效。
- Lactobacillus reuteri（英语：Lactobacillus reuteri） －洛德乳桿菌，簡稱R菌。是少數在成人與嬰兒體內皆可發現到的乳酸菌之一，可幫助寶寶腸道細胞的生長，促進益菌繁殖。
- Lactobacillus rhamnosus（英语：Lactobacillus rhamnosus） －鼠李糖乳桿菌。
- Lactobacillus rhamnosus GG －簡稱LGG菌。正式名稱為鼠李糖乳桿菌GG株。是當前世界上研究最多的益生菌，也是首批被證實能夠在人體腸道存活並定殖的益生菌之一。可在血清中增加足夠的細胞間白素-10，降低引起局部性敏感免疫反應的細胞激素形成。能促進益菌生長、降低對乳品或食物的過敏、治療不明原因或急性腹瀉功能等。
- Lactobacillus salivarius －唾液乳桿菌。

雙歧桿菌屬
- Bifidobacterium bifidum －比菲德氏菌，簡稱B菌。幫助保持腸道酸性的環境，減少有害菌的繁殖；可能增強免疫力，降低膽固醇，改善便秘及調節腸道生理機能。
- Bifidobacterium infantis －嬰兒型比菲德氏菌。因為是被發現在嬰兒的腸道之中，故被稱為嬰兒型比菲德氏菌。能減緩人體免疫系統過度反應所導致的發炎性傷害。
- Bifidobacterium lactis －雷特氏B菌。從健康嬰兒的糞便中分離獲得，是人體腸道最常見的菌群之一。耐胃酸及膽鹽，並在腸道中定殖，達到增加體內好菌的效果。可緩解胃炎及改善乳糖不耐症。
- Bifidobacterium longum（英语：:Bifidobacterium longum） －長雙歧桿菌，又稱龍根菌。腸道內的益菌以長雙歧桿菌為主，也是真正的人體原生菌種。能有效調節Th2細胞免疫反應，降低過敏患者血中IgE含量，進而可能改善因花粉引起的過敏症狀，也可能改善抗生素及食物病原菌造成的腹瀉。

芽孢桿菌屬
- Bacillus coagulans －芽孢乳酸菌，舊稱Lactobacillus sporogenes 。可能改善因腸道菌群失調所引起的急、慢性腹瀉、慢性便秘、腹脹和消化不良等症狀。

梭菌屬
- Clostridium butyricum －丁酸梭菌，又稱酪酸梭菌、酪酸菌或宮入菌。防治慢性腹瀉、抗生素相關性腸炎、便秘或腹瀉便秘交替等症狀，調整腸道功能正常化。

酵母菌属
- Saccharomyces boulardii －布拉酵母菌[25]

## 一般研究
益生菌的生產、加工、儲存和運輸過程中的各種環境因素(例如：溫度、pH值、氧氣、光照)都會影響益生菌的活力，甚至可能導致其失去活性。

### 細胞培養
益生菌細胞株的生長溫度與pH值可能因菌種而異，以佔益生菌大多數的乳桿菌屬來說，其最適生長溫度和pH值分別為30-40°C(最佳溫度為37°C)和(pH)5.5-6.2(最佳pH值為6.0)。

### 菌株寄存
全球各地菌種中心為使其保存的菌株能維持活性存放多年，主要會以超低溫液氮保存(-130°C以下)或冷凍保存(-80°C以下)方式儲存細胞株，在極低的溫度之下，可終止細胞株的生理代謝活動，故可長期維持生命狀態。會產生內生孢子(Endospore，又稱芽孢)的細菌株，最常見的是芽孢桿菌屬(Bacillus)和梭菌屬(Clostridium)，則對溫度具有較高的耐受性，因此可在室溫(25°C)環境下維持穩定活性。

### 菌粉原料製造
益生菌粉原料的製造流程，需先將細胞株進行發酵與生長，並透過離心將細胞與培養基分離後，將冷凍保護劑添加到分離完成的細胞中進行冷凍或以冷凍乾燥技術製成粉末，並於冷凍下儲存和運輸。

### 產品保存與運輸

#### 溫度
在多篇文獻中指出，乳酸桿菌與雙歧桿菌在冷藏(4 °C)、室溫( 25°C)儲存環境下，活菌數存活率存在極大差異。在室溫（25±1°C）下，益生菌在儲存90天後活菌數量減少了5至6個對數(剩下10萬分之一)；而在冷藏條件 (4 ± 1 °C) 下儲存的益生菌則未觀察到活菌數量有顯著變化。
以添加益生菌的營養補充品來說，保存期限通常以年計，因此必須非常小心確保維持適當的活菌數，具體保存條件可參考業者所提出的標準說明。益生菌置於常溫(室溫)環境比低溫環境易導致活菌數下降。根據研究，貨車倉儲內部的溫度在炎熱天氣下可能升高至 45°C 至 65°C，遠超出菌體的耐受溫度，可能導致菌珠的活體全面受損，建議以冷凍或冷藏的方式進行儲存與運輸為佳。

#### 氧氣
氧氣水平是影響益生菌活力的重要因素，不同屬中對氧氣的耐受存在很大的差異，如：乳酸桿菌較雙歧桿菌更耐受，因此包裝的氧氣濃度會透過添加抗氧化劑、真空包裝、充氮技術來讓氧氣保持在低水平，減少活菌在儲存過程中的損失。
一篇研究結果顯示，在常溫(25°C)條件下置放12個月，充氮包裝的活菌存活率約為30~40%，普通包裝的活菌存活率則為17~30%，而置放於冷藏(4°C)條件下，兩者(充氮、普通包裝)的活菌皆可以存活85%以上。